# Arrondissement de La Tour-du-Pin
Pour les articles homonymes, voir La Tour du Pin.
L'arrondissement de La Tour-du-Pin est une division administrative française située dans le département de l'Isère, en région Auvergne-Rhône-Alpes.
L'arrondissement de La Tour-du-Pin correspond au Turripinois.

## Composition

### Composition avant 2015
Liste des cantons de l'arrondissement de La Tour-du-Pin :
- canton de Bourgoin-Jallieu-Nord
- canton de Bourgoin-Jallieu-Sud
- canton de Crémieu
- canton de L'Isle-d'Abeau
- canton de La Tour-du-Pin
- canton de La Verpillière
- canton du Grand-Lemps
- canton de Pont-de-Beauvoisin
- canton de Morestel
- canton de Saint-Geoire-en-Valdaine
- canton de Virieu

### Découpage communal depuis 2015
Depuis 2015, le nombre de communes des arrondissements varie chaque année soit du fait du redécoupage cantonal de 2014 qui a conduit à l'ajustement de périmètres de certains arrondissements, soit à la suite de la création de communes nouvelles. Le nombre de communes de l'arrondissement de La Tour-du-Pin est ainsi de 137 en 2015, 134 en 2016, 137 en 2017 et 136 en 2019.
Au 1er janvier 2024, l'arrondissement groupe les 136 communes suivantes :
1. Annoisin-Chatelans
2. Anthon
3. Aoste
4. Apprieu
5. Arandon-Passins
6. Belmont
7. Bévenais
8. Bilieu
9. Biol
10. Bizonnes
11. Blandin
12. Bonnefamille
13. Bourgoin-Jallieu
14. Bouvesse-Quirieu
15. Brangues
16. Burcin
17. Cessieu
18. Châbons
19. Chamagnieu
20. Charancieu
21. Charavines
22. Charette
23. Charvieu-Chavagneux
24. Chassignieu
25. Châteauvilain
26. Chavanoz
27. Chélieu
28. Chèzeneuve
29. Chimilin
30. Chozeau
31. Colombe
32. Corbelin
33. Courtenay
34. Crachier
35. Crémieu
36. Creys-Mépieu
37. Dizimieu
38. Doissin
39. Dolomieu
40. Domarin
41. Eclose-Badinières
42. Eydoche
43. Faverges-de-la-Tour
44. Flachères
45. Four
46. Frontonas
47. Le Grand-Lemps
48. Granieu
49. Hières-sur-Amby
50. Janneyrias
51. La Balme-les-Grottes
52. La Bâtie-Montgascon
53. La Chapelle-de-la-Tour
54. La Tour-du-Pin
55. La Verpillière
56. Le Bouchage
57. Le Passage
58. Le Pont-de-Beauvoisin
59. Les Abrets en Dauphiné
60. Les Avenières Veyrins-Thuellin
61. Les Éparres
62. L'Isle-d'Abeau
63. Leyrieu
64. Massieu
65. Maubec
66. Merlas
67. Meyrié
68. Montagnieu
69. Montalieu-Vercieu
70. Montcarra
71. Montferrat
72. Montrevel
73. Moras
74. Morestel
75. Nivolas-Vermelle
76. Optevoz
77. Oyeu
78. Panossas
79. Parmilieu
80. Pont-de-Chéruy
81. Porcieu-Amblagnieu
82. Pressins
83. Roche
84. Rochetoirin
85. Romagnieu
86. Ruy-Montceau
87. Saint-Alban-de-Roche
88. Saint-Albin-de-Vaulserre
89. Saint-André-le-Gaz
90. Saint-Baudille-de-la-Tour
91. Sainte-Blandine
92. Saint-Bueil
93. Saint-Chef
94. Saint-Clair-de-la-Tour
95. Saint-Didier-de-Bizonnes
96. Saint-Didier-de-la-Tour
97. Saint-Geoire-en-Valdaine
98. Saint-Hilaire-de-Brens
99. Saint-Jean-d'Avelanne
100. Saint-Jean-de-Soudain
101. Saint-Marcel-Bel-Accueil
102. Saint-Martin-de-Vaulserre
103. Saint-Ondras
104. Saint-Quentin-Fallavier
105. Saint-Romain-de-Jalionas
106. Saint-Savin
107. Saint-Sorlin-de-Morestel
108. Saint-Sulpice-des-Rivoires
109. Saint-Victor-de-Cessieu
110. Saint-Victor-de-Morestel
111. Salagnon
112. Satolas-et-Bonce
113. Sérézin-de-la-Tour
114. Sermérieu
115. Siccieu-Saint-Julien-et-Carisieu
116. Soleymieu
117. Succieu
118. Tignieu-Jameyzieu
119. Torchefelon
120. Trept
121. Val-de-Virieu
122. Valencogne
123. Vasselin
124. Vaulx-Milieu
125. Velanne
126. Vénérieu
127. Vernas
128. Vertrieu
129. Veyssilieu
130. Vézeronce-Curtin
131. Vignieu
132. Villages du Lac de Paladru
133. Villefontaine
134. Villemoirieu
135. Villette-d'Anthon
136. Voissant

## Démographie
En 2022, l'arrondissement comptait 317 894 habitants.
| 1968    | 1975    | 1982    | 1990    | 1999    | 2006    | 2011    | 2016    | 2021    |
| ------- | ------- | ------- | ------- | ------- | ------- | ------- | ------- | ------- |
| 121 265 | 134 390 | 162 637 | 190 331 | 213 523 | 240 604 | 260 071 | 302 380 | 315 625 |

| 2022    | - | - | - | - | - | - | - | - |
| ------- | - | - | - | - | - | - | - | - |
| 317 894 | - | - | - | - | - | - | - | - |

## Géographie
Le Turripinois est située à l'ouest de la Chaîne de l'Épine (qui lui donna son nom), à l'est du Viennois, au nord de la vallée de l'Isère et au sud du Bugey.
La ville de La Tour-du-Pin abrite la sous-préfecture bien que Bourgoin-Jallieu soit l'agglomération la plus importante de cet arrondissement du département de l'Isère.
Dans cette vallée rhodanienne en amont de Lyon, le Rhône sépare le Turripinois et le Bugey. Ainsi les quelques villages qui ont gardé les mêmes noms, rappellent leur histoire commune.

## Histoire
À l'époque gauloise, il abritait le peuple des Allobroges avec la ville de Jallieu.
À l'époque romaine, il appartenait à la province Narbonnaise.
Ainsi il fut administré par l’archevêque de Vienne.
La période d'influence bourguignonne est rappelée par la ville de Bourgoin.
En l'an 1030, la baronnie de La Tour-du-Pin devint savoyarde à la naissance du comté de Savoie.
En 1282, il redevint attaché au Viennois au sein de la province du Dauphiné. Cette époque correspond au développement du château delphinal de Crémieu.
En 1355, le Dauphiné fut rattaché au royaume de France.
Ainsi à la Révolution française de 1789, bien que situé dans la vallée du Rhône en amont de Lyon comme la Savoie, le Turripinois fut intégré au département de l'Isère car la Savoie n'était pas encore française.

## Sous-préfets
| Période           | Période           | Identité          | Fonction précédente                              | Observation                                                                  |
| ----------------- | ----------------- | ----------------- | ------------------------------------------------ | ---------------------------------------------------------------------------- |
|                   |                   |                   |                                                  |                                                                              |
| 1990              | 13 juillet 1992   | Francis Spitzer   |                                                  | Nommé secrétaire général de la préfecture de la Somme                        |
| 13 juillet 1992   |                   | Frédéric Pierret  |                                                  |                                                                              |
|                   | 30 octobre 1998   | Emmanuel Karlin   |                                                  | Nommé préfet chargé d'une mission de service public relevant du Gouvernement |
| 21 décembre 2000  |                   | Hubert Derache    | Sous-préfet du Marin                             |                                                                              |
|                   | 3 juin 2004       | Marc Burg         | Commissaire divisionnaire de la police nationale | Nommé secrétaire général de la préfecture de Meurthe-et-Moselle              |
|                   | 23 mars 2007      | Bernard Le Menn   |                                                  | Nommé sous-préfet de Montbrison                                              |
| 23 mars 2007      |                   | Christian Avazeri |                                                  |                                                                              |
| 6 janvier 2010    |                   | Gilles Cantal     | Sous-préfet de Saint-Dié-des-Vosges              |                                                                              |
| 16 octobre 2012   | 25 septembre 2015 | Thierry Demaret   |                                                  | Nommé secrétaire général de la préfecture de Vaucluse                        |
| 25 septembre 2015 | 1er juillet 2019  | Thomas Michaud    | Directeur de cabinet du préfet du Val-de-Marne   | Nommé secrétaire général de la préfecture de la Loire                        |
|                   |                   |                   |                                                  |                                                                              |